# Głusznik
Głusznik (bułg. Глушник) – wieś w Bułgarii, w obwodzie Sliwen, w gminie Sliwen. Według danych szacunkowych Ujednoliconego Systemu Ewidencji Ludności oraz Usług Administracyjnych dla Ludności, 15 czerwca 2020 roku miejscowość liczyła 444 mieszkańców.

## Położenie
Wioska Głusznik znajduje się u podnóża góry Grebenec, na południe od Parku Przyrody Sinite Kamyni.

## Historia
Wieś została po raz pierwszy wymieniona pod nazwą Gjulusznik w osmańskich źródłach pisanych z 1430 roku. Nazwa wsi pojawia się w księgach Panajota Chitowa, który sam gromadził czety na dworze Paskala wojwody, swego sojusznika i powiernika, wysyłanego z ważnymi misjami do różnych części Imperium Osmańskiego. Jego syn Petyr Paskalew, jedyny ze wsi, brał udział w czecie Christo Botewa. W 1912 r. mężczyźni ze wsi wzięli udział w wojnie bałkańskiej. W 2012 roku morwy z dworu we wsi wzięły udział w ogólnobułgarskim konkursie „Drzewo z korzeniem”, organizowanym przez Fundację Ekospołeczność i zajęły I miejsce. W 2013 roku te same drzewa reprezentowały Bułgarię na poziomie międzynarodowym w konkursie „Europejskie Drzewo Roku 2013” i zajęły szóste miejsce.